# モメナイム - サルグミーヌ線
モメナイム - サルグミーヌ線（フランス語: Ligne de Mommenheim à Sarreguemines）はフランス共和国グランテスト地域圏バラン県モメナイムとモゼル県サルグミーヌを結ぶ複線の鉄道路線である。この路線は主にザールブリュッケン - ストラスブール間の旅客輸送向けに用いられる。パリ - ストラスブール線についてこの路線は迂回経路として機能する。

## 歴史
1895年にエルザス＝ロートリンゲン帝国鉄道管理局（Kaiserliche Generaldirektion der Eisenbahnen in Elsaß-Lothringen）は二段階でモメナイム - サルグミーヌ間の鉄道を開通した。5月1日にモメナイム - カラウゼン区間は旧カラウゼン - サルアルブ線と共に運行可能となったものの、地すべりの原因で残りの区間は未開通となった。1895年10月1日にカラウゼン - サルグミーヌ間が通行可能となった。アルザス・ロレーヌ地方の他路線と同じく、所有者と運営主体は20世紀前半に何度も変更された。
第一次世界大戦の終戦後、1919年にこの路線はアルザス＝ロレーヌ鉄道の鉄道網に組み入れられた。1938年フランス国有鉄道（Société nationale des chemins de fer français, SNCF）が設立されて、アルザス＝ロレーヌ鉄道路線を引き受けた。第二次世界大戦の勃発以前、この路線は貨物輸送や旅客輸送部門では成功であった。ベルギーやザール炭田から多量の石炭・鉄鋼はこの路線の経由で南ドイツおよびスイスへ輸送された。またメス - ニュルンベルク間およびストラスブール - ケルン間急行列車はこの路線を通行した。
1956年末にレダン - メス線に電車線が設置されて、この路線の重要度は明確に低くなった。ほかの分岐線と接続路線は次々に廃止された。

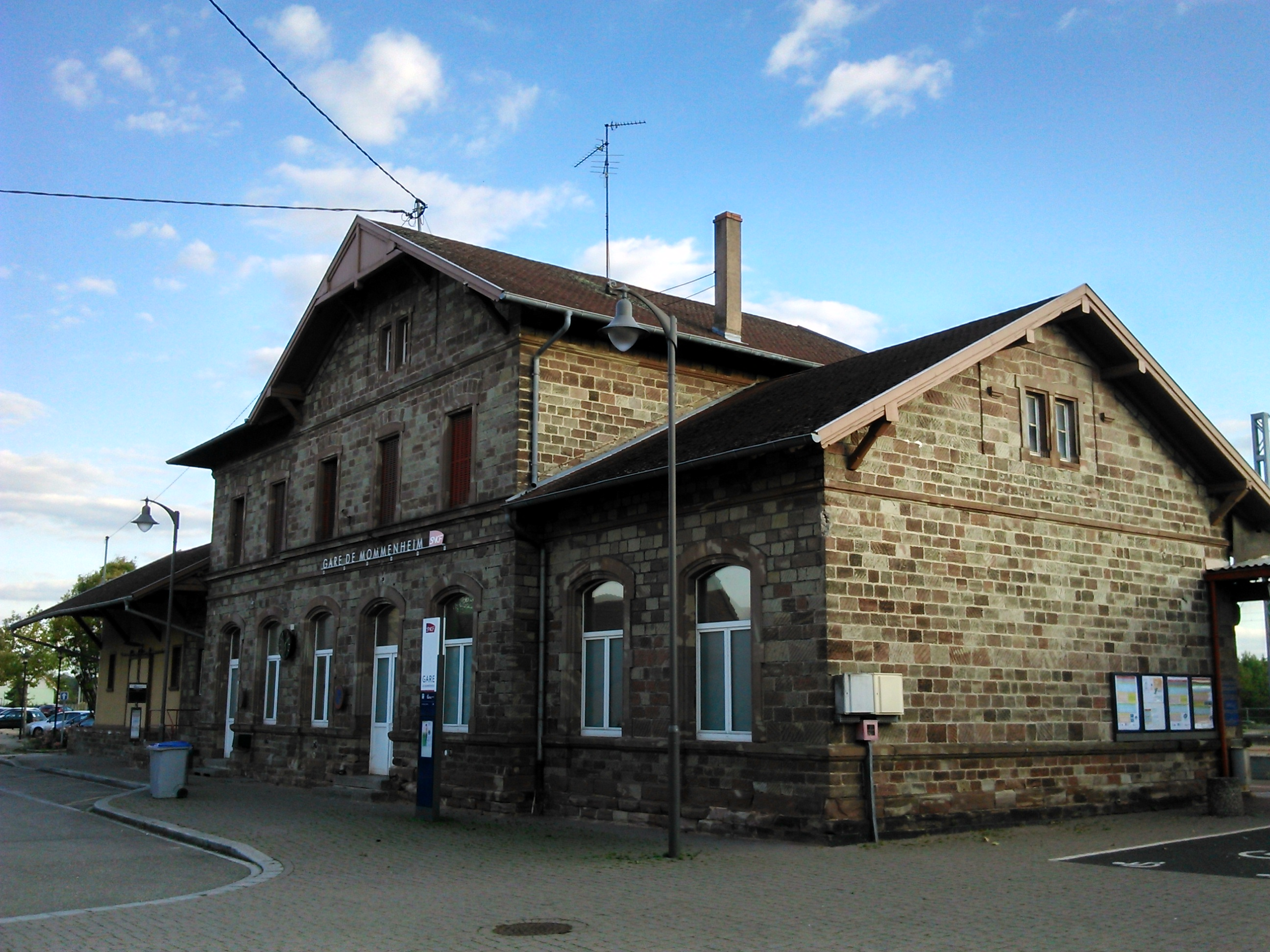
モメナイム駅（2015年）

1980年代中期に旅客列車は地域分けにより新たに運用されたものの、地方議会はあまり関心を持たなかった。2007年にX4300形気動車および他のUIC客車はX73500形気動車に置き換えられて、状況は好転した。

## 運行形態
- 中距離列車（TER A06）: ストラスブール - モメナイム - オーバーモデルン - イングヴィレール - ヴィンゲン - ティーフェンバッハ＝ストルート - ディーメリンゲン - オェールミンゲン - カラウゼン - サルグミーヌ（- ザールブリュッケン）。60分/120分ごとに運行[5]。使用車両はSNCFコラディアA TER気動車。